# Pedemontana Veneta
Die Superstrada Pedemontana Veneta ist eine italienische Autobahn in Venetien. Sie befindet sich im Besitz der Region Venetien und verbindet die Städte Vicenza und Treviso miteinander und soll die vielen, kleinen Straßen in der Region entlasten. Sie hat keine alphanumerische Klassifizierung wie die anderen Autobahnen in Italien, ist aber durch das Logo SPV gekennzeichnet.

## Das Projekt
Das Straßennetz der Region Venetien ist chronisch überlastet. Vor allem zwischen Vicenza und Treviso fehlt, neben der A4, die entlang des Meeres führt, eine leistungsfähige Schnellverbindung. Die A4 muss täglich enorm viel Verkehr aufnehmen. Seit der EU-Osterweiterung hat sich der Verkehr entlang der A4 im Zeitraum 2004 bis 2008 um bis zu 120 % erhöht.
Die Pedemontana schafft eine neue, schnelle Verbindung von Treviso bis nach Vicenza und entlastet die vielen, kleinen Straßen in diesem Gebiet. Da die Strecke immer am Fuße der Alpen führt, erhielt sie die Bezeichnung „Pedemontana“ (am Fuß der Berge ).
Die gesamte Strecke ist vierspurig, das heißt 2 Fahrstreifen pro Richtung, mit Standstreifen. Die Strecke wird jedoch nicht als eine Autobahn klassifiziert, sondern lediglich als Superstrada (eine autobahnähnliche Straße). Die 94,747 km lange Strecke wird die einzige mautpflichtige Schnellstraße Italiens sein. Auch wenn auf der gesamten Strecke eine Geschwindigkeitsbeschränkung von 110 km/h gilt (wie auf allen italienischen Schnellstraßen), weist die Strecke die Verkehrszeichen Autobahn-Beginn und Autobahn-Ende auf, sie ist auch mit grünen und nicht mit blauen Verkehrsschildern versehen.
Das gesamte Projekt wird mittels Private Public Partnership, kurz PPP finanziert. Die Kosten betragen 2.391 Millionen Euro, von denen 173 Millionen aus dem öffentlichen Bereich kommen. Die Pedemontana Veneta Spa erhält die Konzession, die Strecke für 39 Jahre zu betreiben, danach fällt sie wieder an die Region zurück. Einwohner, in einem Umkreis von 21 km rund um die Schnellstraße, müssen keine Maut bezahlen.
Die Baugenehmigung wurde am 20. September 2010 erteilt. Die Autobahn wird von einem Konsortium errichtet, zu der auch die österreichische STRABAG gehört. Die Strecke sollte laut Vertrag bis zur Expo 2015 fertiggestellt werden.
Der Spatenstich erfolgte am 24. November 2011 durch den Präsidenten der Region Venetien, Luca Zaia. „Die Pedemontana Veneta ist eine Infrastruktur, die der Nord-Osten Italiens dringend braucht, um im Rahmen einer globalen Wirtschaft weiterhin wettbewerbsfähig zu sein“, sagte Zaia bei einer Feier zu Beginn der Bauarbeiten in der Gemeinde Romano di Ezzelino in der Provinz Vicenza.
Da die komplette Strecke durch dichtbesiedeltes Gebiet führt, werden von den 94,5 km Gesamtlänge rund 50 km in Gräben, 26,5 km erhöht, 7,8 km in Tunneln und 5,9 km in Unterführungen errichtet.

### Streckenverlauf
Westlich der Provinzhauptstadt Vicenza beginnt die Pedemontana an der A4 und führt dann weiter nach Norden in einem Bogen rund um Vicenza herum. Im Norden der Stadt trifft sie auf die A31 und wendet sich nach Osten, wo sie vorbei an Bassano del Grappa und Montebelluna bis nach Treviso führt, wo sie in die A27 einmündet.

Streckenverlauf mit Anschlussstellen und Kreuzungspunkte mit anderen Autobahnen